# Championnats de France d'hiver de natation 2021
Navigation
Chartres 2021 Limoges 2022
Les Championnats de France d'hiver de natation 2021 ont lieu à la piscine olympique Angelotti de Montpellier du 9 au 12 décembre 2021. Ils se déroulent sur grand bassin.

## Podiums

### Hommes
| Discipline | Médaille d'or                 | Performance   | Médaille d'argent           | Performance    | Médaille de bronze            | Performance    |
| Nage libre |                               |               |                             |                |                               |                |
| 50 m       | Maxime Grousset               | 22 s 9        | Thomas Piron                | 22 s 45        | Guillaume Guth                | 22 s 55        |
| 100 m      | Maxime Grousset               | 48 s 45       | Charles Rihoux Julien Berol | 49 s 9         | Non attribuée                 | Non attribuée  |
| 200 m      | Hadrien Salvan                | 1 min 47 s 52 | Roman Fuchs                 | 1 min 48 s 34  | Enzo Tesic                    | 1 min 48 s 35  |
| 400 m      | Logan Fontaine                | 3 min 51 s 34 | Sacha Velly                 | 3 min 52 s 37  | Roman Fuchs                   | 3 min 52 s 89  |
| 800 m      | Sacha Velly                   | 7 min 54 s 92 | David Aubry                 | 7 min 55 s 13  | Logan Fontaine                | 8 min 3 s 43   |
| 1 500 m    | Sacha Velly                   | 15 min 1 s 86 | David Aubry                 | 15 min 19 s 50 | Damien Joly                   | 15 min 19 s 92 |
| Papillon   |                               |               |                             |                |                               |                |
| 50 m       | Maxime Grousset               | 23 s 39       | Thomas Piron                | 23 s 54        | Julien Berol                  | 23 s 60        |
| 100 m      | Stanislas Huille              | 52 s 73       | Charles Rihoux              | 52 s 75        | Sergueï Comte                 | 52 s 92        |
| 200 m      | Noyan Taylan                  | 1 min 57 s 93 | Clément Secchi              | 1 min 58 s 86  | Matthias Marsau               | 1 min 59 s 57  |
| Dos        |                               |               |                             |                |                               |                |
| 50 m       | Mewen Tomac                   | 25 s 19       | Stanislas Huille            | 25 s 46        | Jérémy Stravius               | 25 s 65        |
| 100 m      | Yohann Ndoye Brouard          | 53 s 44       | Mewen Tomac                 | 54 s 9         | Stanislas Huille              | 55 s 1         |
| 200 m      | Antoine Herlem                | 1 min 58 s 1  | Geoffroy Mathieu            | 1 min 58 s 46  | Mewen Tomac                   | 1 min 58 s 79  |
| Brasse     |                               |               |                             |                |                               |                |
| 50 m       | Carl Aitkaci                  | 27 s 66       | Antoine Viquerat            | 27 s 73        | Melvin Maillot                | 27 s 96        |
| 100 m      | Carl Aitkaci Antoine Viquerat | 1 min 0 s 94  | Non attribuée               | Non attribuée  | Kacper Pastula                | 1 min 1 s 65   |
| 200 m      | Antoine Marc                  | 2 min 11 s 57 | Antoine Viquerat            | 2 min 11 s 69  | Thomas Boursac Cervera Lortet | 2 min 13 s 21  |
| 4 nages    |                               |               |                             |                |                               |                |
| 200 m      | Mewen Tomac                   | 1 min 59 s 73 | Enzo Tesic                  | 2 min 0 s 11   | Émilien Mattenet              | 2 min 2 s 32   |
| 400 m      | Émilien Mattenet              | 4 min 15 s 69 | Léo Gruart                  | 4 min 23 s 18  | Baptiste Colomas              | 4 min 26 s 68  |

### Femmes
| Discipline | Médaille d'or     | Performance    | Médaille d'argent  | Performance   | Médaille de bronze | Performance    |
| Nage libre |                   |                |                    |               |                    |                |
| 50 m       | Marie Wattel      | 24 s 74        | Béryl Gastaldello  | 24 s 95       | Lison Nowaczyk     | 25 s 28        |
| 100 m      | Béryl Gastaldello | 54 s 58        | Lison Nowaczyk     | 54 s 95       | Margaux Fabre      | 55 s 64        |
| 200 m      | Charlotte Bonnet  | 1 min 59 s 57  | Mika Heideyer      | 2 min 1 s 19  | Assia Touati       | 2 min 2 s 24   |
| 400 m      | Charlotte Bonnet  | 4 min 12 s 19  | Camille Tissandié  | 4 min 14 s 32 | Valentine Leclercq | 4 min 16 s 7   |
| 800 m      | Adeline Furst     | 8 min 39 s 42  | Valentine Leclercq | 8 min 45 s 10 | Madelon Catteau    | 8 min 46 s 72  |
| 1 500 m    | Adeline Furst     | 16 min 28 s 28 | Marie Kuntzmann    | 16 min 33 s 9 | Madelon Catteau    | 16 min 36 s 83 |
| Papillon   |                   |                |                    |               |                    |                |
| 50 m       | Béryl Gastaldello | 26 s 15        | Analia Pigrée      | 26 s 68       | Emma Morel         | 26 s 78        |
| 100 m      | Marie Wattel      | 58 s 50        | Lilou Ressencourt  | 59 s 21       | Mika Heideyer      | 1 min 0 s 30   |
| 200 m      | Lilou Ressencourt | 2 min 11 s 61  | Tabatha Avetand    | 2 min 11 s 80 | Camille Tissandié  | 2 min 13 s 91  |
| Dos        |                   |                |                    |               |                    |                |
| 50 m       | Analia Pigrée     | 27 s 41        | Pauline Mahieu     | 28 s 42       | Emma Terebo        | 28 s 51        |
| 100 m      | Analia Pigrée     | 59 s 88        | Emma Terebo        | 1 min 0 s 65  | Mary-Ambre Moluh   | 1 min 1 s 22   |
| 200 m      | Bertille Cousson  | 2 min 11 s 52  | Fantine Lesaffre   | 2 min 12 s 17 | Lou-Anne Guiton    | 2 min 14 s 53  |
| Brasse     |                   |                |                    |               |                    |                |
| 50 m       | Justine Delmas    | 31 s 69        | Laure Barreau      | 32 s 17       | Meghan Frouin      | 32 s 31        |
| 100 m      | Justine Delmas    | 1 min 8 s 87   | Adèle Blanchetière | 1 min 10 s 25 | Laure Barreau      | 1 min 10 s 60  |
| 200 m      | Justine Delmas    | 2 min 26 s 76  | Fantine Lesaffre   | 2 min 28 s 52 | Adèle Blanchetière | 2 min 30 s 19  |
| 4 nages    |                   |                |                    |               |                    |                |
| 200 m      | Camille Tissandié | 2 min 13 s 73  | Fantine Lesaffre   | 2 min 13 s 80 | Charlotte Bonnet   | 2 min 14 s 28  |
| 400 m      | Camille Tissandié | 4 min 45 s 65  | Lara Grangeon      | 4 min 48 s 57 | Charlotte Bonnet   | 4 min 49 s 51  |

### Mixte
| Discipline           | Médaille d'or                                                                                     | Performance   | Médaille d'argent                                                                             | Performance   | Médaille de bronze                                                                   | Performance   |
| Relais               |                                                                                                   |               |                                                                                               |               |                                                                                      |               |
| 4 x 100 m nage libre | Cercle des nageurs de Marseille- Julien Berol - Mikel Schreuders - Marie Wattel - Florine Gaspard | 3 min 29 s 76 | Dauphins du TOEC- Guillaume Guth - Louis Godefroid - Lou Ditière - Assia Touati               | 3 min 29 s 99 | Dauphins du TOEC- Goroco Koindredi - Rémi Méresse - Joana Desbordes - Célia Pinsolle | 3 min 34 s 4  |
| 4 x 100 m 4 nages    | Dauphins du TOEC- Antoine Herlem - Antoine Viquerat - Tabatha Avetand - Assia Touati              | 3 min 50 s 18 | Olympic Nice Natation- Ladislas Salczer - Jaouad Syoud - Lilou Ressencourt - Charlotte Bonnet | 3 min 53 s 30 | Étoiles 92- Jérémy Stravius - Carl Aitkaci - Manon Mure - Béryl Gastaldello          | 3 min 53 s 38 |